# 外廚增六
長蛇座15，又名BD-06 2743，HD 75737、SAO 136345、HR 3523，是長蛇座的一颗恒星，视星等为5.54，位于銀經234.39，銀緯22.64，其B1900.0坐标为赤經8h 46m 39.5s，赤緯-6° 22.64′ 9″。